# A5304T
A5304T（えーごーさんぜろよんてぃー）は、東芝が開発した、KDDIおよび沖縄セルラー電話のauブランドのCDMA 1Xの携帯電話である。

## 概要
A5301Tの派生機種で、国内では初となるBREW規格のアプリケーションに対応した機種である。
プリセットアプリケーションとしてGPS機能を持った「NAVITIME」、メールアプリ「ハートメール」、グループコミュニケーションアプリ「TeamFactory」と3つのBREW対応アプリケーションがプリセットされており、BREW専用キーとなる「アプリキー」を押すことにより短押しでBREWメニュー、長押しであらかじめ設定したBREWアプリが起動することが可能である。
ただし、ezplusには対応していない。

## 沿革
- 2003年1月29日 - KDDIより発表。
- 2003年2月21日 - 発売開始。